# خط کنترل واقعی

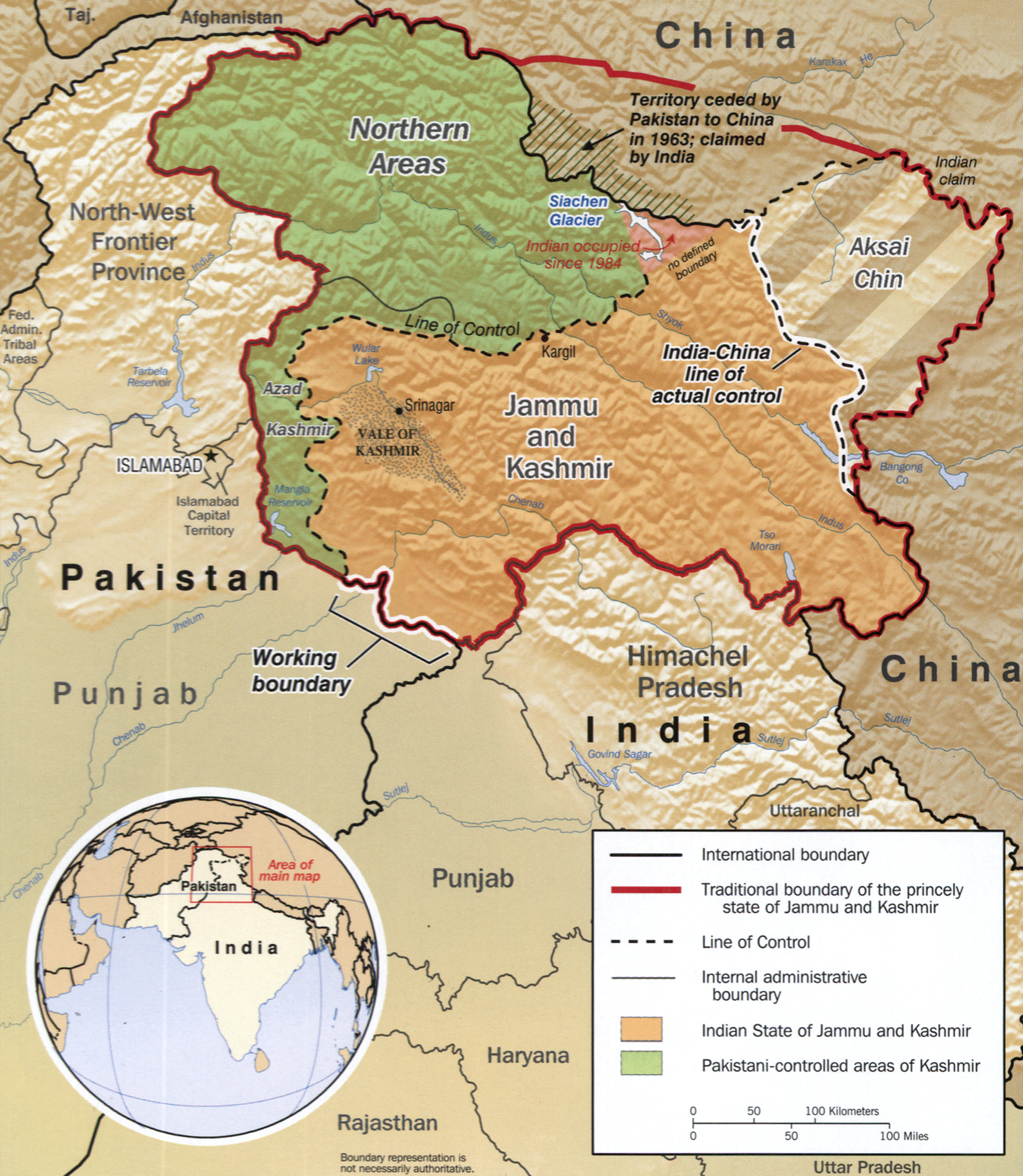
بخش غربی خط کنترل واقعی که میان قلمرو تحت کنترل هند و قلمرو تحت کنترل چین در هیمالیا کشیده شده‌است. این خط در کانون نبرد مختصری بود که در سال ۱۹۶۲ بین نیروهای هند و چین برای کنترل منطقه در گرفت.

خط کنترل واقعی (انگلیسی: Line of Actual Control) یا به اختصار LAC، یک خط جداسازی است که قلمرو تحت کنترل هند را از قلمرو تحت کنترل چین در ایالت شاهزاده‌نشین پیشین جامو و کشمیر جدا می‌کند.
اصطلاح خط کنترل واقعی در دو مورد به کار می‌رود: در کاربرد محدود برای اشاره به خط کنترل در بخش غربی مناطق مرزی هند و چین به کار می‌رود و در این حالت خط کنترل واقعی به همراه خط مک‌ماهون (مورد مناقشه) در شرق و مناطق کوچک غیرمناقشه در بین آنها مرز مؤثر بین این دو کشور را تشکیل می‌دهد. در کاربرد وسیع‌تر، اصطلاح خط کنترل واقعی برای اشاره به هر دو بخش خط غربی و خط مک‌ماهون به کار می‌رود که در این حالت این خط، مرز مؤثر کشورهای هند و چین به‌شمار می‌رود.